# インプレッサムツアシガメ
インプレッサムツアシガメ（Manouria impressa）は、リクガメ科ムツアシガメ属に分類されるカメ。別名ベッコウムツアシガメ。

## 分布
模式標本の産地（模式産地）はタイ。タイ、ベトナム、マレーシア（マレー半島）、ミャンマー南部、ラオス。カンボジアにも分布する可能性がある。中華人民共和国南部に分布するとされることもあるが、人為分布の可能性がある。

## 形態
最大甲長31cmとムツアシガメ属最小種。背甲はやや扁平で、角張り頂部は平ら。項甲板は縦幅より横幅の方が長い。縁甲板は鋸状に尖り、後部縁甲板はやや反り返る。種小名impressaは「紋章のある」の意で、初生甲板が目立ちその周囲に成長輪が発達するため紋章の様に見えることが由来とされる。背甲の色彩は黄褐色や褐色で、甲板の継ぎ目（シーム）は黒や暗褐色に縁取られ縁甲板には不規則な斑紋が入る個体もいる。別名は本種の色彩が鼈甲の様に見えることに由来する。
頭部の色彩は黄色や淡黄色、黄褐色で、不規則な暗色の斑紋が入る。後肢と尾の間には1つだけ発達した棘状の鱗がある。

## 生態
標高600-2000mの山地で、やや乾燥し竹や落葉樹の混ざる常緑樹林の斜面等に生息する。乾季と雨季により気温の変動が激しい地域では雨季の薄明薄暮時に主に活動し、それ以外は落ち葉に潜ったり物陰のようなやや湿度のある場所で休む。
食性は野生下での観察例ではほぼキノコを専食する。
繁殖形態は卵生。5月に16-19個の卵を産んだ例がある。

## 人間との関係
中華人民共和国では食用や薬用とされることもある。
開発による生息地の破壊や、食用やペット用としての乱獲等により生息数が激減している。生息地ではペット用の輸出が禁止ないし規制されている。
ペットとして飼育されることもあり、日本にも輸入されている。流通は稀。極めて飼育が難しい種とされ、長期飼育例も極めて少ない。飼育下ではヒラタケやタケノコ、果実を食べた例がある。